# Tibetská koza
Tibetská koza je odolné, nenáročné plemeno koz, které se chová k produkci kašmírské vlny. Chová se hlavně v oblasti severního Nepálu.
Je to plemeno středního tělesného rámce, hlava je malá a jemná, čelo je vypouklé a obličejová část dlouhá. Profil bývá rovný, nos poněkud úzký. Delší, úzké uši jsou zahrocené a svislé. Obě pohlaví mají kštici, bradový vous a rohy, které jsou u kozlů velké a stočené.
Srst je typická pro kašmírová plemena, podsada je velmi hustá, dlouhá a jemná, srst vyrůstající na ocase dosahuje až pod hlezenní klouby. Obvyklé zbarvení je bílé, roční produkce kašmíru se pohybuje mezi 200 - 300g.